# 선원사
선원사(禪院寺)는 전북특별자치도 남원시 도통동에 있는 대한불교조계종 사찰이다.

## 소장 문화유산
- 남원 선원사 철조여래좌상 - 보물 제422호
- 남원 선원사 목조지장보살삼존상 및 소조시왕상 일괄 - 보물 제1852호
- 남원 선원사 동종 - 전북특별자치도 유형문화유산 제25호
- 남원 선원사 약사전 - 전북특별자치도 유형문화유산 제119호
- 남원 선원사 대웅전 - 전북특별자치도 문화유산자료 제45호